# Кяласур (река)
Кяласу́р или Келасу́ри, также Кялашир (абх. Кьалашәыр [Кялашир], груз. კელასური [Келасури]) — река в Абхазии.
Истоки находится на леднике Химса Бзыбского хребта. Келасури начинается от слияния Келасури Первой и Келасури Второй.
Река протекает по административной границе Сухумского и Гулрыпшского районов.
Питание ледниковое и дождевое. Расход воды в начале мая порядка 20—25 м³/с. Значительная часть русла пролегает по ущелью. В 5 км от центра Сухума впадает в Чёрное море. Является одной из крупнейших рек в Абхазии.